# Ras El Ain Chaouia
Ras El Ain Chaouia (àrab: رأس العين, Raʾs al-ʿAyn; amazic estàndard marroquí: ⵕⴰⵙ ⵍⵄⵉⵏ, Ṛas Lℇin) és una comuna rural de la província de Settat, a la regió de Casablanca-Settat, al Marroc. Segons el cens de 2014 tenia una població total de 14.747 persones.